# Guanlong
Guanlong (chiń. 冠龙 „smok w koronie”) – rodzaj wczesnego tyranozauroida, jeden z najstarszych przedstawicieli Tyrannosauroidea. Osiągał długość około 3 metrów i ważył kilkadziesiąt kilogramów, żył 160 mln temu w późnej jurze, około 90 mln lat przed tyranozaurem. Ten dwunożny teropod był pod wieloma względami podobny do swoich potomków. Jego odkrycie może stać się ważne dla zrozumienia ewolucji tyranozauroidów, gdyż posiada on cechy łączące go z celurozaurowymi przodkami tyranozaurów.
Na głowie guanlonga znajdował się duży grzebień kostny, w którym za życia znajdowały się prawdopodobnie worki powietrzne, pozwalające na wydawanie donośnych dźwięków. Struktura grzebieni była zbyt filigranowa, aby mogły one służyć do walki. Kończyny przednie guanlonga były znacznie dłuższe niż u tyranozaura i zakończone trzema palcami. Pewne cechy guanlonga wskazują na jego pokrewieństwo z Dilong paradoxus („paradoksalny smok cesarski”), który był opierzony. Podobne pokrycie ciała mógł nosić również Guanlong. Grzebień kostny upodabnia guanlonga do Monolophosaurus jiangi („jednogrzebieniowy jaszczur”). Według niektórych badaczy Guanlong może być w rzeczywistości młodocianym monolofozaurem, ale zostało to wykluczone.
Guanlong wucaii znany jest jak na razie z dwóch szkieletów znalezionych w okolicy Wucaiwan w Kotlinie Dżungarskiej, w północno-zachodnich Chinach, blisko granicy z Mongolią i Kazachstanem. Jeden z nich należał do dwunastolatka, który zakończył wzrost w wieku 7 lat, a drugi do sześciolatka. Znaleziono także dwa szkielety w dołach zwanych „Śmiertelną Pułapka na Dinozaury”. Odkryto dwa osobniki, które utknąwszy w błocie z wody i pyłu wulkanicznego, padły jeden na drugi. Dinozaur ten został opisany w czasopiśmie „Nature” z 9 lutego 2006 przez Xu Xinga i jego współpracowników. Przymiotnik wucaii oznacza „pięć kolorów”, co odnosi się do kolorów skały, w której odnaleziono skamieniałości.